# البوکرکی (فیلم)
البوکرکی (انگلیسی: Albuquerque (film)) فیلمی در ژانر وسترن به کارگردانی ری انرایت است که در سال ۱۹۴۸ منتشر شد.

## بازیگران
- راندولف اسکات
- باربارا بریتن
- جرج (گبی) هیز
- لان چینی جونیور
- اروینگ بیکن
- لین چندلر
- راسل هایدن
- راسل سیمپسون
- والتر بالدوین
- برنارد ندل